# 茅國縉
茅國縉（1555年—1607年），字薦卿，號二岑，浙江湖州府歸安縣人，明朝政治人物。

## 生平
萬曆十年（1582年）壬午科順天鄉試第四十七名舉人，十一年（1583年）中式癸未科會試第一百九十六名，三甲第一百八十八名進士。通政司觀政，授章丘縣知縣，十三年（1585年）任山東鄉試同考官，十七年（1589年）升廣東道監察御史，以滇南首功不實，逮入詔獄，遣戍邊。二十一年（1593年）起為淅川縣知縣，二十三年（1595年）升南京工部屯田司主事，二十四年（1596年）告歸，二十七年（1599年）起為南京工部都水司主事，二十九年（1601年）丁父憂歸。服闋，起為北京工部都水司主事，三十四年（1606年）管夏鎮閘，三十五年（1607年）升郎中，同年卒於官。

## 著作
著有《晉史刪》、《菽園詩草》。

## 家族
曾祖茅珪；祖父茅遷；父茅坤，山東按察司副使。嫡母姚氏；生母蕭氏。兄茅翁積，弟茅國綬、茅維。